# The Sea Flower
Pour plus de détails, voir Fiche technique et Distribution.
The Sea Flower est un film muet américain réalisé par Colin Campbell et sorti en 1918.

## Fiche technique
- Réalisation : Colin Campbell
- Scénario : H. Tipton Steck, d'après une histoire de George C. Hull
- Date de sortie : États-Unis : 23 décembre 1918

## Distribution
- Juanita Hansen : Lurline
- Gayne Whitman : Truxton Darnley
- Fred Huntley : 'Brandy' Cain
- Eugenie Besserer : Kealani
- Fred Starr : Gus Olsen
- George C. Pearce : Von Linterman
- Alfred Allen : 'Gun' Fowler